# La mano del muerto

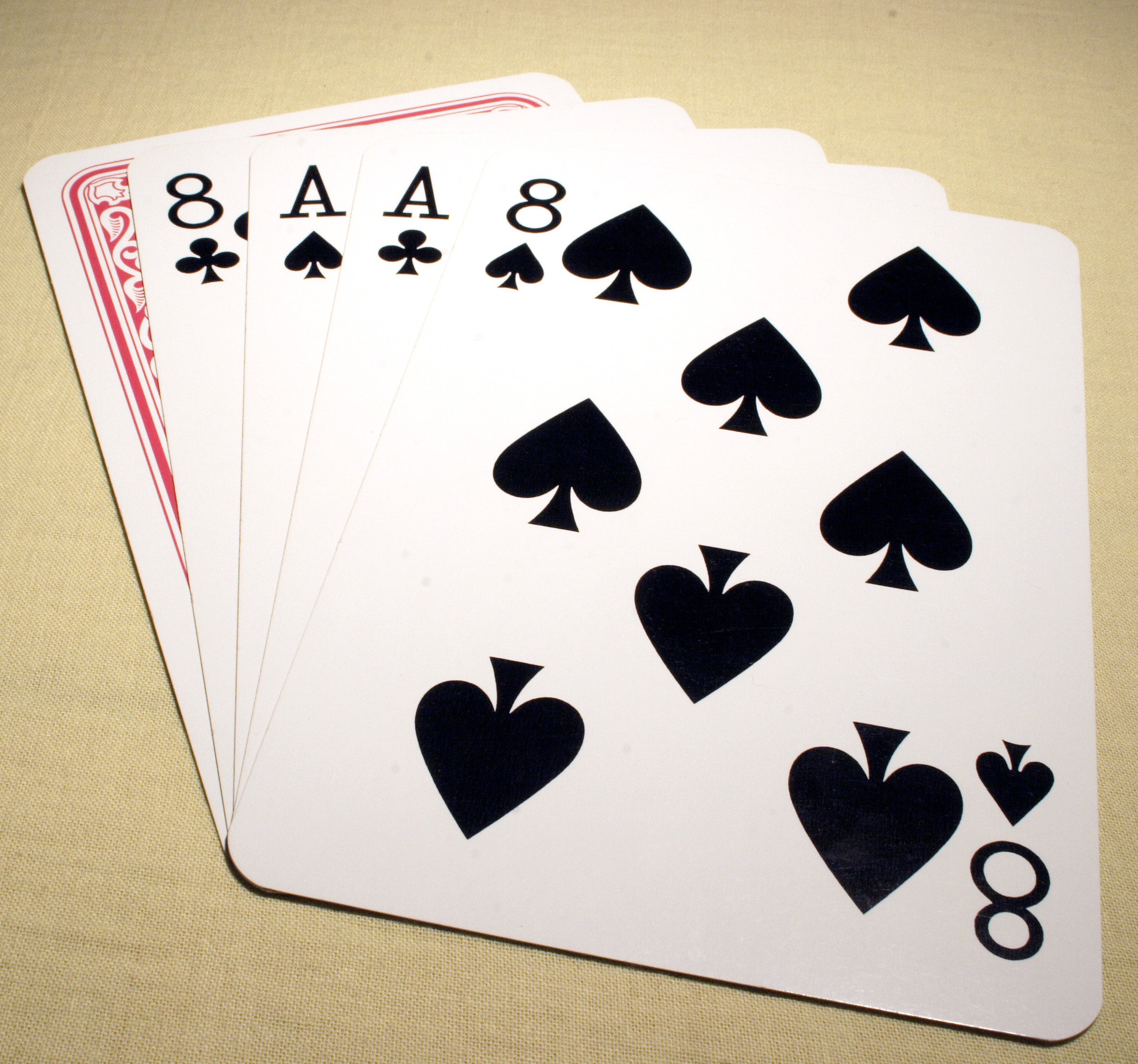
La mano del muerto.

La mano del muerto es una jugada del juego de naipes conocido como póquer. Se trata de una doble pareja de ases y ochos, y tradicionalmente es considerada una jugada que da mala suerte.

## Origen
Era norma no escrita entre los jugadores profesionales de póquer de esa época sentarse de espaldas a la pared con un doble objetivo: salvaguardarse de posibles ataques por la espalda y evitar que un compinche de otro jugador le espiara la mano desde detrás. El 2 de agosto de 1876, en el salón Nuttal & Mann's #10 de Deadwood, James Butler Hickock, más conocido como Wild Bill (‘el salvaje Bill’), no pudo aplicar esta regla elemental de seguridad, ya que el local contaba con dos puertas: una principal y una trasera. Wild Bill se sentó de cara a la puerta principal y se encontraba jugando cuando un delincuente conocido como Jack McCall se deslizó por la puerta trasera y le descerrajó un tiro en la nuca. Wild Bill cayó silenciosamente al suelo sin soltar las cartas que atenazaba en sus dedos: una doble pareja de ases y ochos, que se conocería desde entonces como «la mano del muerto».